# 寶月光皇后
寶月光皇后是佛教的孔雀明王信仰納入到道教中的女神。她是光嚴妙樂國王聖父天尊（聖父天尊、帝父光嚴妙樂國王、諸天諸界諸尊聖父大帝）的后妃，也是玉皇大帝的母親。
她在《高上玉皇本行集經》、《太上元始天尊說寶月光皇后聖母天尊孔雀明王經》、《太上元始天尊說孔雀經白文》等道教典籍中登場。
稱號為“寶月光元君”、“帝母寶月光皇后”、“寶月光皇后聖母元君”、“寶月光皇太后聖母元君”、“諸天諸界諸尊聖母元君”、“釋天教主孔雀明王大天尊聖母元君”。

## 高上玉皇本行集經記載
《高上玉皇本行集經》記載：
天尊言曰：往昔去世，有國名號光嚴妙樂，其國王者名曰淨德。
時王有后，名寶月光。其王無嗣，嘗因一日作是思惟，我今將老，而無太子，身或崩歿，社稷九廟，委付何人。作是念已，即便敕下，詔諸道衆於諸官殿，依諸科教，懸諸旛蓋，清淨嚴潔，廣陳供養，六時行道，徧禱真聖。已經半載，不退初心。
忽夜寶月光皇后夢太上道君與諸至真，金姿玉質，清淨之儔，駕五色龍輿，擁耀景旌，蔭明霞蓋。是時太上道君安坐龍輿，抱一嬰兒，身諸毛孔放百億光，照諸宮殿，作百寶色，幢節前導，浮空而來。
是時皇后心生歡喜，恭敬接禮，長跪道前，白道君言：今王無嗣，願乞此子為社稷主，伏願慈悲，哀愍聽許。
爾時，道君答皇后言：願特賜汝。是時皇后禮謝道君，而乃收之。皇后收已，便從夢歸，覺而有孕。懷胎一年，于丙午歲正月九日午時誕于王宮。當生之時，身寶光燄，充滿王國，色相妙好，觀者無厭。幼而敏慧，長而慈仁，于其國中所有庫藏、一切財寶，盡將散施窮乏困苦、鰥寡孤獨、無所依怙、飢饉癃殘一切衆生，仁愛和遜，歌謠有道，化及遐方，天下仰從，歸仁太子，父王加慶。
《高上玉皇本行集經》中說光嚴妙樂國的國王淨德和皇后寶月光苦於沒有子嗣繼承王位，於是便向上天禱告。忽然有一夜，寶月光皇后夢見太上道君和眾仙真來到她的面前，寶月光皇后見太上道君抱着一個嬰兒，嬰兒渾身散發出光芒，照亮了整個宮殿。皇后見了心生歡喜，恭敬迎接，并長跪在太上道君面前，乞求太上道君赐予她這個孩子來成為未来的社稷之主，太上道君答應了皇后的请求。皇后禮謝太上道君，并收下了這個嬰兒。皇后夢醒後，發覺自己懷了身孕。皇后懷胎一年，于丙午歲正月九日午時將孩子誕于王宮。當生之時，寶光祥氣充滿整個王國。這個孩子在幼年時十分聰慧，長大後則非常仁慈，將國中所有庫藏、一切財寶施捨給窮乏困苦、鰥寡孤獨、無所無依、飢饉癃殘的一切衆生，後來被國王封為太子。之後，國王突然駕崩，太子開始攝政，他心懷眾生、嗣位有道，後來捨棄了這個國家，於普明香嚴山中修道，歷經數億劫，功成超度，成為了玉皇大帝。
在古代，北京市的皇家道观—大光明殿的天元閣上层，供奉着斗母、后土、宝月光元君这三位女神。

## 孔雀明王經記載
《太上元始天尊說寶月光皇后聖母天尊孔雀明王經》記載：
道言。爾時元始天尊在大羅天上。清微天宮。浮黎國土。玉羅寶臺之上。放九色祥光。九色蓮座。鸞鳴鳳唱。獅子白鶴。諸天雷將。四方圍繞。昔於龍漢四年。七月十五日。地官較會。同講南靈冥算之法。度人拯拔之文。道前演說。時有九天雷祖大帝。九天生神大帝。四梵天王。五老六師四聖。五山真君。五嶽聖帝。四瀆源王。五斗真君。十一大曜。本命四柱。四方纏度。三界四府。天京地府。水國陽曹。二十八宿。三官大帝。三元三百六十五度。城隍里社憲府瘟司。天下五湖四海。九江八水。十二河源。七十二福地。三百六十名山。地府一十八獄冥官。酆都二十四獄。女青三十六獄中央普掠。八萬四千重之鬼獄。大小鐵圍。刀山血湖。硖石無間。阿鼻地獄。十王冥官。二百二十六天王。七十羅叉女。一十二侍香玉女。二十一龍女。六十四魔耶女。一百三十龍王。各各齊來集會。稽首朝禮。各依次第。列班聽宣經意。忽有一天母駕孔雀而來。此乃佛中。即孔雀如來，道中乃是寶月光皇后。玉皇聖母。統集孔雀經中諸大善神。俱來參聽法音。皈依大道，重演道德孔雀靈文。願向道中，能與世間眾生解除厄難。（爾時元始天尊。在浮黎天中。放大光明說無上至真妙法。敷演孔雀靈文。再召三界四府。五嶽四瀆。五湖四海。九江八河。十二河源。名山洞府。地府酆都。水國陽曹。憲府瘟司。城隍社令。五斗星君。二十八宿。十一大曜。本命四柱。十方真仙。無鞅數眾俱来稽首。聽說孔雀明王經教。度眾生世間之苦。時有孔雀明王駕孔雀部領天王。羅义玉女。魔耶龍王等眾前來參繞道前。上告言。吾為釋天教主如來行相。道乃名為寶月光皇后聖母。道釋兩門並同一氣之源。累劫修來得證正道。）
爾時，元始天尊说。宝月光皇后圣母天尊。孔雀明王经。详夫此经。原是大洞经中骨髓。经中之造化。经中之运用。因此广传下世得此法音。稽首道听。时有大众再告。
天尊言。自昔元始授之与宝月光圣母。圣母授之与后土皇地祇。地祇授之与三官四圣。五老高真。五老授之与五师。天师復授之与妙行真人。大惠大极。普会青罗救苦普救真人。许真君。累传下世。时有定光真人。敷扬妙典。宣行教法。普救世间一切男女。
弥罗内境，圆相开明。瑞气垣先天之祖母，慈光示释教之宗师。驾孔雀之灵现，乘鸾凤之显应。演真经皈告於天王，谈道昔从於上帝。誓愿救度，慈济无边。众生有难若称名，普护无穷而拯拔。救护群品，皈依莫尽。大悲大愿，大圣大慈。释天教主，孔雀明王大天尊，圣母元君。
妙有真境，弥罗内宫。慈颜烜春日之和，懿范凛秋霜之肃。纯全梵炁，先天地以素存。化现妙身，历后妃而示应。具一炁胚胎之妙，寓帝身生化之珠。万化祖根，众生慈母。大悲大愿，大圣大慈。宝月光皇后，圣母元君。天地以素为质，圣母纯全真炁，先天地而存，其素也胚形炁。
初立也胎形炁，稍全也具一炁胚胎之始者，具坤元真炁胚胎。帝身之始也寓，帝身生化之殊者，玉帝道身生化。寓于圣母而显其殊异也盖，玉帝分万化统众生，皆由圣母诞生谓非万化祖根众生慈母乎。
《太上元始天尊說寶月光皇后聖母天尊孔雀明王經》、《太上元始天尊說孔雀經白文》中說曾經在龍漢四年七月十五日，元始天尊在大羅天上、清微天宮、浮黎國土、玉羅寶臺之上和地官們聚在一起演說南靈冥算之法、度人拯拔之文。眾神仙齊來集會，稽首朝禮，各依次第，列班聽宣經意。忽然有一個天母駕孔雀而來，她在佛中為釋天教主如來行相之一，稱為“孔雀如來”，在道中乃是“寶月光皇后”、“玉皇聖母”，並說道釋兩教並同一氣之源，同樣累劫修來得證正道。
在《太上淸靈毓眞西華瑶池金母寶懴》中，又出現了西王母和寶月光皇后聖母相似的詞句：“敬維西瑤聖母，純全梵炁，先天地以素存；化現妙身，本庚辛而顯異。”
在明代的古典小說《西遊記》中，原著吴承恩將孔雀明王塑造成了如來佛祖之母—佛母孔雀大明王菩薩，與天主之母甚為切合。